# Loisey-Culey
Loisey-Culey foi uma antiga comuna francesa na região administrativa de Grande Leste, no departamento de Meuse. Estendia-se por uma área de 24,48 km². Em 2010 a comuna tinha 308 habitantes (densidade: 12,6 hab./km²).
Foi criada em 1973, após a fusão das comunas de Loisey e Culey, mas foi desmembrada novamente em 2014.